# Okrug Palm Beach, Florida
Palm Beach (izv. Palm Beach County), najveći okrug u saveznoj američkoj državi Florida, i treći po broju stanovnika; 1.320.134 (2010.). Okrug je utemeljen 1909. godine, a njegovo glavno središte je West Palm Beach (105.000), a ostali veliki centri su Boca Raton (90.000) i Boynton Beach (70.000).
West Palm Beach predstavlja i najbogatiji floridski okrug sa svojim bogatim obalnim gradovima Palm Beach, Jupiter, Manalapan, i Boca Raton. Tu su i drugi centri, kao Wellington za konjičke sportove (polo), Palm Beach Gardens raj za golfere. Dohodak po glavi stanovnika iznosio je 44.518 $ (2004)

## Vanjske poveznice
|  | Zajednički poslužitelj ima još gradiva o temi Palm Beach County, Florida |